# Kapringen
Kapringen (Deens voor "de kaping") is een Deense dramafilm/thriller uit 2012. De film is geschreven en geregisseerd door Tobias Lindholm. De film won de Bodil voor beste film.

## Verhaal
Op een Deens vrachtschip werkt de kok Mikkel Hartmann, die thuis een vrouw en dochtertje heeft. Parallel hieraan wordt de CEO van de Deense rederij, Peter Ludvigsen, ten tonele gevoerd.
Op een dag blijkt het schip te zijn gekaapt door Somalische piraten die bewapend zijn met geweren. Ze eisen losgeld. Ludvigsen staat erop de onderhandelingen persoonlijk te voeren, tegen het uitdrukkelijke advies van de door de rederij aangetrokken adviseur. Hij onderhandelt over de hoogte van het losgeld met Omar, de op het schip aanwezige onderhandelaar/vertaler van de piraten (die claimt zelf geen piraat te zijn). De onderhandelingen duren lang en vinden plaats per telefoon en in een later stadium soms per fax. Ludvigsens vrouw komt soms langs. Van de spanning snauwt hij haar een keer toe dat ze weg moet gaan.
Om de rederij onder druk te zetten laat Omar Hartmann soms ook aan de telefoon (hierbij mag geen Deens gesproken worden, het moet in het Engels zodat Omar het gesprek kan verstaan). Ludvigsen weigert echter via Hartmann te onderhandelen. Ook mag Omar een keer zijn vrouw bellen. Hij moet echter bij haar erop aandringen dat ze de rederij overreedt het losgeld te betalen. Bij de rederij horen ze later door de telefoon dat er een schot wordt gelost, waardoor ze langere tijd in onzekerheid verkeren of Hartmann is vermoord. Weer een poos later blijkt dat hij nog leeft.
Uiteindelijk wordt overeenstemming bereikt, en wordt het geld per vliegtuig gebracht, en aan een parachute neergelaten, nadat de piraten de bemanning op het dek hebben opgesteld om te tonen dat ze nog leven. Hartmann, die een dierbaar kettinkje had verstopt voor de piraten, doet het weer om. Vlak voor het vertrek van de piraten ziet een van hen het en eist het op. De kapitein neemt het op voor Hartmann en stelt dat de piraten hun geld hebben gekregen en nu niet ook nog het kettinkje moeten opeisen. Daarop wordt de kapitein door de piraat doodgeschoten. Deze krijgt een standje van een andere piraat.

## Rolverdeling
- Søren Malling als Peter C. Ludvigsen
- Johan Philip Asbæk als Mikkel Hartmann
- Dar Salim als Lars Vestergaard
- Amalie Ihle Alstrup als Maria Hartmann
- Ole Dupont als Skibsreder / partner
- Roland Møller als Jan Sørensen

De film is opgenomen op een echt vrachtschip in de Indische oceaan, waarvan de door Deense acteurs aangevulde crew zelf al eens een kaping had meegemaakt. De Somalische kapers werden gespeeld door jonge Somalische vluchtelingen in Kenia. Tijdens de opnamen werd het schip door gewapende bewakers beveiligd, om het te beschermen tegen de echte kapers in het gebied.